# Vampeta
Marcos André Batista Santos (Nazaré, Bahía, 13 de marzo de 1974) es un exfutbolista brasileño. Jugaba como volante.

## Selección nacional
Fue internacional con la Selección de fútbol de Brasil, en la cual jugó 41 partidos internacionales y anotó 2 goles.

### Participaciones en Copas del Mundo
| Mundial                        | Sede                  | Resultado |
| ------------------------------ | --------------------- | --------- |
| Copa Mundial de Fútbol de 2002 | Corea del Sur / Japón | Campeón   |

## Clubes
| Club                         | País         | Año       |
| ---------------------------- | ------------ | --------- |
| EC Vitória                   | Brasil       | 1993-1994 |
| PSV Eindhoven                | Países Bajos | 1994      |
| VVV Venlo                    | Países Bajos | 1995      |
| Fluminense                   | Brasil       | 1995-1996 |
| PSV Eindhoven                | Países Bajos | 1996-1998 |
| Corinthians                  | Brasil       | 1998-2000 |
| Inter de Milán               | Italia       | 2000      |
| Paris Saint-Germain          | Francia      | 2001      |
| Clube de Regatas do Flamengo | Brasil       | 2001      |
| Corinthians                  | Brasil       | 2002-2003 |
| Vitória Setúbal              | Portugal     | 2004      |
| Kuwait SC                    | Kuwait       | 2004-2005 |
| Brasiliense                  | Brasil       | 2005      |
| Goiás                        | Brasil       | 2006      |
| Corinthians                  | Brasil       | 2007      |
| Clube Atlético Juventus      | Brasil       | 2008      |

## Palmarés

### Campeonatos regionales
| Título              | Club        | Estado    | Año  |
| ------------------- | ----------- | --------- | ---- |
| Campeonato Paulista | Corinthians | São Paulo | 1999 |
| Campeonato Paulista | Corinthians | São Paulo | 2003 |
| Campeonato Goiano   | Goiás EC    | Goiás     | 2006 |

### Campeonatos nacionales
| Título                         | Club          | País         | Año  |
| ------------------------------ | ------------- | ------------ | ---- |
| Supercopa de los Países Bajos  | PSV Eindhoven | Países Bajos | 1996 |
| Supercopa de los Países Bajos  | PSV Eindhoven | Países Bajos | 1997 |
| Eredivisie                     | PSV Eindhoven | Países Bajos | 1997 |
| Campeonato Brasileño de Fútbol | Corinthians   | Brasil       | 1998 |
| Campeonato Brasileño de Fútbol | Corinthians   | Brasil       | 1999 |
| Copa de Brasil                 | Corinthians   | Brasil       | 2002 |

### Copas internacionales
| Título                            | Club        | País                  | Año  |
| --------------------------------- | ----------- | --------------------- | ---- |
| Copa América                      | Brasil      | Paraguay              | 1999 |
| Copa Mundial de Clubes de la FIFA | Corinthians | Brasil                | 2000 |
| Copa Mundial de Fútbol            | Brasil      | Japón / Corea del Sur | 2002 |

(*) Incluyendo la selección
- Datos: Q1982869
- Multimedia: Vampeta / Q1982869